# Gendarmerie impériale

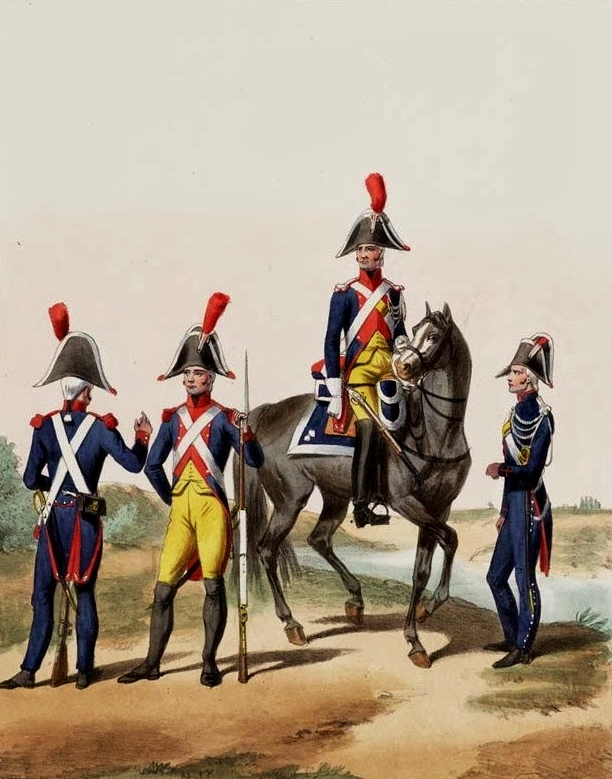
Gendarmerie impériale par Alfred de Marbot

Die Gendarmerie impériale (Französisch: Reichs-Gendarmerie) war eine französische Gendarmerie und Militärpolizei, die von 1799 bis 1814 existierte und zentrales Herrschaftsinstrument Napoleon Bonapartes in Frankreich selbst und im französisch besetzten Europa während der Koalitionskriege war.

## Aufgaben und Einsätze
Die Truppe wurde am 9. November 1799 (18 brumaire ans VIII) gegründet. Sie diente sowohl der Bekämpfung des so genannten Brigantentums als auch politischer Gegner der Republik bzw. ab 1804 Napoleons. Vor allem die Erfahrung des Aufstands der Vendée machte der Elite der Republik klar, dass eine dauerhafte Kontrolle und Machtausübung auch in ländlichen Regionen notwendig war. Am Aufbau der Gendarmerie impériale wirkte unter anderen General Jacques-François Menou mit. Erster Generalinspekteur war Brigadegeneral Étienne Radet (1762–1828), der schon Angehöriger der königlichen Maréchaussée, einem institutionellen Vorläufer der Gendarmerie, gewesen war. Das Amt übernahm 1801 Divisionsgeneral Bon-Adrien-Jeannot de Moncey; Radet blieb jedoch einer seiner Stellvertreter. 1804 wurde Moncey zum Reichsmarschall befördert.
Anders als die Maréchaussée beschränkte sich die neue Truppe nicht auf die Überwachung der Überlandstraßen, sondern sollte die Länder des napoleonischen Europa und insbesondere dessen ländliche Regionen möglichst flächendeckend erfassen.
Im März 1800 wurden gut 1200 Gendarmen in die Vendée und Bretagne entsandt, um antirepublikanische Kräfte (Chouannerie) zu bekämpfen. In der Nacht zum 6. Juli 1809 verhafteten Gendarmen unter Führung Radets im Quirinalspalast Papst Pius VII. Für das okkupierte Spanien wurde aus der Gendarmerie heraus eine eigene Truppe aufgestellt, die Gendarmerie d’Espagne, die vorzugsweise die dortige Guerilla bekämpfte.
Die Finanzierung erfolgte über das Kaiserreich und nicht aus den Kassen der örtlichen oder regionalen Körperschaften. Auch war die Gendarmerie dem Kriegsministerium direkt unterstellt. Beides sollte ihre Unabhängigkeit von lokalen Verwaltungsbehörden garantieren. Präfekten, örtliche Kommissare der Police nationale und Justizbehörden konnten die Gendarmen aber für die Erfüllung von Polizeiaufgaben anfordern.

## Personal
Am 31. Juli 1801 umfasste die Gendarmerie 15.000 Mann. Die Truppe war in 26 Legionen auf Départementebene gegliedert sowie in 1750 Brigaden mit Gendarmen zu Pferd und 750 Brigaden zu Fuß (Eine Gendarmerie-Brigade bestand aus sechs bis zehn Gendarmen). 1814 war die Personalstärke auf 24.000 Gendarmen angewachsen, während die Maréchaussée von 1789 lediglich 4000 Angehörige besaß. Allerdings umfasste das Kaiserreich in seiner größten Ausdehnung 860.000 Quadratkilometer mit 44 Millionen Einwohnern. Die Zahl der Legionen stieg bis 1811 auf 34 an; die 34. befand sich in Bremen.
Gegenüber der Maréchaussée wurden die Aufnahmebedingungen zunächst verschärft. Mitglieder der Gendarmerie impériale mussten mindestens sieben Jahre Dienst als Unteroffizier in der Armee geleistet haben, durften in dieser Zeit nicht disziplinarisch bestraft worden sein, mussten lesen und rechnen können und mindestens sechs Fuß groß sein. Unverheiratete wurden bevorzugt. In der Praxis wurden diese Kriterien aber schnell aufgeweicht, um die Reihen der Truppe zu füllen.
Die Angehörigen der Gendarmerie impériale wurden zusammen mit ihren Familien in Kasernen stationiert, auch um einen zu engen Kontakt mit der zu überwachenden Bevölkerung zu unterbinden.

## Ausrüstung
Die Gendarmen waren mit Karabinern bewaffnet.

## Nachwirken
Während oder nach der napoleonischen Herrschaft installierten zahlreiche europäische Staaten militärische Polizeitruppen zur Kontrolle des ländlichen Raums nach dem Vorbild der Gendarmerie impériale. So gingen die italienischen Carabinieri, die Königlich Preußische Landgendarmerie und die britische Royal Irish Constabulary auf das französische Vorbild zurück.

## Gendarmerie d’élite

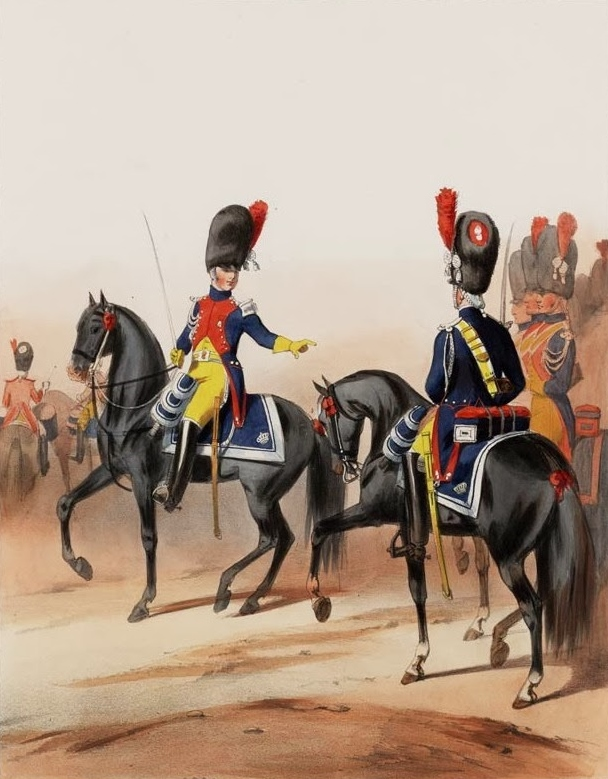
Gendarmerie d’élite de la Garde impériale, officier et soldat, 1804

Zusätzlich hatte Napoleon I. eine Gendarmerie d’élite unter dem Kommando von Oberst (Colonel) Savary geschaffen, die ihm besonders ergeben war und die Funktion einer Leibgarde und Ehreneskorte besaß. Ihre Personalstärke betrug 600 bis 1100 Mann, ab 1806 war sie vollständig beritten.

## Einsatz in Deutschland am Beispiel des Herzogtums Oldenburg
Bei der Eingliederung nordwestdeutscher Territorien in das französische Kaiserreich 1811 wurden die regionalen und lokalen Polizeien teilweise aufgelöst. Am 13. Dezember 1811 wurde das Herzogtum Oldenburg durch einen schlichten Beschluss des französischen Senatuskonsults als zum Kaiserreich gehörig erklärt und der größere Teil des Herzogtums als Arrondissement Oldenburg in das Departement der Wesermündungen (Département des Bouches de Weser) mit Sitz in Bremen integriert. Durch ein Dekret vom 4. Juli 1811 wurden die französische Verfassung und Justiz eingeführt, was die Auflösung des Polizeidragonerkorps des Herzogtums Oldenburg zur Folge hatte.
Die Polizeigewalt oblag jetzt der 34. Legion der Gendarmerie impériale in Bremen mit einem Capitaine-Commandant als Führer. Gendarmeriebrigaden zu Pferd in einer Stärke von vier bis sechs Gendarmen waren in der Stadt Oldenburg, in Varel, Westerstede, Ovelgönne, Elsfleth und Delmenhorst stationiert; in Abbehausen eine Brigade zu Fuß. Zusätzlich war ein Spezialkommissar eingesetzt, der Mitglied des Staatsrats war und seinen Dienstsitz in Varel hatte. Die Gendarmerie war u. a. für die rigorose Verfolgung von Deserteuren bzw. deren Familienmitglieder zuständig, die ihre Angehörigen bei der Desertion unterstützten. Aus dem Oldenburger Land wurde sowohl für die Armee als auch die Marine rekrutiert, vor allem für den Russlandfeldzug Napoleons.
Aufgrund dieser äußerst negativen Erfahrungen wurde nach dem Ende der napoleonischen Herrschaft im Herzogtum – im Gegensatz zum Königreich Preußen – bewusst auf die Verwendung des Begriffs Gendarmerie verzichtet und stattdessen für die neue Gendarmerie der Terminus Land-Dragoner eingeführt.